# Aglais kaschmirensis
Aglais kaschmirensis  (лат.) — вид дневных бабочек из рода Aglais, семейства нимфалиды (Nymphalidae). Данный вид впервые был обнаружен в Азии.

## Описание
размах крыльев достигает 52—63 мм. Сверху передние крылья поочередно светло-коричневые и бледно-жёлтые. У основания крылья темно-коричневые. На 4 и 5 жилках передних крыльев по два черных пятна на оранжевом фоне. Внешний край крыльев неровный, по нему проходит коричневая полоска с синими пятнами. Задние крылья от основания наполовину коричневые, потом оранжевая полоса, плавно переходящая в жёлтую. Внешний край коричневый с синими пятнами. Нижняя сторона крыльев бледная в серых и коричневых оттенках. Каждая продольная жилка выделяется чёткой чёрной полосой. У самок окраска более яркая. Половой диморфизм не выражен. Усики тёмно-коричневые, чуть белые на концах. Голова, грудь и брюшко тёмно-коричневые.

## Ареал
Данный вид обитает на юге Азии в Гималаях. На территории от Кашмира до Сиккима, на высотах от 600 до 5 500 метров.